# Liste der Erzbischöfe von Guadalajara
Die folgenden Personen waren Bischöfe und Erzbischöfe von Guadalajara (Mexiko):

## Bischöfe
- Pedro Gómez Malaver (Maraver) (1548–1551)
- Pedro de Ayala, O.F.M. (1561–1569)
- Francisco Gómez de Mendiola y Solórzano (1574–1576)
- Domingo de Alzola, O.P. (1582–1590)
- Pedro Suarez de Escobar, O.S.A. (1591–)
- Francisco Santos García de Ontiveros y Martínez (1592–1596)
- Alfonso de la Mota y Escobar (1598–1607) (auch Bischof von Tlaxcala)
- Juan de Valle y Arredondo, O.S.B. (1606–1617)
- Francisco de Rivera y Pareja, O. de M. (1618–1629) (auch Bischof von Michoacán)
- Leonel de Cervantes y Caravajal (1629–1636) (auch Bischof von Antequera)
- Juan Sánchez Duque de Estrada (1636–1641) (auch Bischof von Trujillo)
- Juan Ruiz de Colmenero (1646–1663)
- Francisco Verdín y Molina (1665–1673) (auch Bischof von Michoacán)
- Manuel Fernández de Santa Cruz y Sahagún (1674–1676) (auch Bischof von Tlaxcala)
- Juan de Santiago y León Garabito (1677–1694)
- Felipe Galindo Chávez y Pineda, O.P. (1695–1702)
- Diego Camacho y Ávila (1704–1712)
- Manuel de Mimbela y Morlans, O.F.M. (1714–1721)
- Pedro de Tapiz y Garcia (1722–)
- Juan Bautista Alvarez de Toledo, O.F.M. (1723–1725)
- Nicolás Carlos Gómez de Cervantes y Velázquez de la Cadena (1726–1734)
- Juan Leandro Gómez de Parada Valdez y Mendoza (1735–1751)
- Francisco de San Buenaventura Martínez de Tejada y Díez de Velasco, O.F.M. (1751–1760)
- Diego Rodríguez de Rivas y Velasco (1762–1770)
- Antonio Alcalde y Barriga, O.P. (1771–1792)
- Esteban Lorenzo de Tristán y Esmenota (1793–1794)
- Juan Cruz Ruiz de Cabañas y Crespo (1795–1824)
  - José Miguel Gordoa y Barrios (1830–1831) (Apostolischer Vikar)
- José Miguel Gordoa y Barrios (1831–1832)
- Diego de Aranda y Carpinteiro (1836–1853)
- Pedro Espinosa y Dávalos (1853–1863)

## Erzbischöfe
- Pedro Espinosa y Dávalos (1863–1866)
- Pedro José de Jesús Loza y Pardavé (1868–1898)
- Jacinto López y Romo (1899–1900)
- José de Jesús Ortíz y Rodríguez (1901–1912)
- Francisco Orozco y Jiménez (1912–1936)
- José Kardinal Garibi y Rivera (1936–1969)
- José Kardinal Salazar López (1970–1987)
- Juan Jesús Kardinal Posadas Ocampo (1987–1993)
- Juan Kardinal Sandoval Íñiguez (1994–2011)
- Francisco Kardinal Robles Ortega (seit 2011)